# 比奇伍德 (密西西比州)
比奇伍德（英語：Beechwood）是位於美國密西西比州沃倫縣的普查規定居民點。

## 人口
根據2020年美國人口普查的數據，比奇伍德的面積為16.38平方千米，當中陸地面積為16.23平方千米，而水域面積為0.15平方千米。當地共有人口3469人，而人口密度為每平方千米211.78人。